# Passo Mezzano
Il Passo Mezzano (1.063 m s.l.m.) è un valico dell'Appennino ligure situato al confine tra la provincia di Alessandria e la città metropolitana di Genova. Mette in comunicazione il territorio comunale di Voltaggio con quello di Campomorone.

## Descrizione
Il colle si trova poco a nord dello spartiacque Padano/Ligure e collega il bacino idrografico del Gorzente con quello del Lemme. Si apre tra il Monte Taccone (a sud-est) e il Monte delle Figne (nord-ovest). Si tratta di un'ampia sella erbosa sulla quale convergono varie mulattiere.

## Storia
Nei pressi del colle durante la Resistenza, nel corso degli scontri tra i partigiani e le truppe nazifascsite, furono uccisi 14 uomini disarmati, che dopo essere stati catturati da queste ultime vennero immediatamente fucilati. Il comune di Campomorone ha dedicato il nome di una via alle vittime dell'eccidio.

## Escursionismo

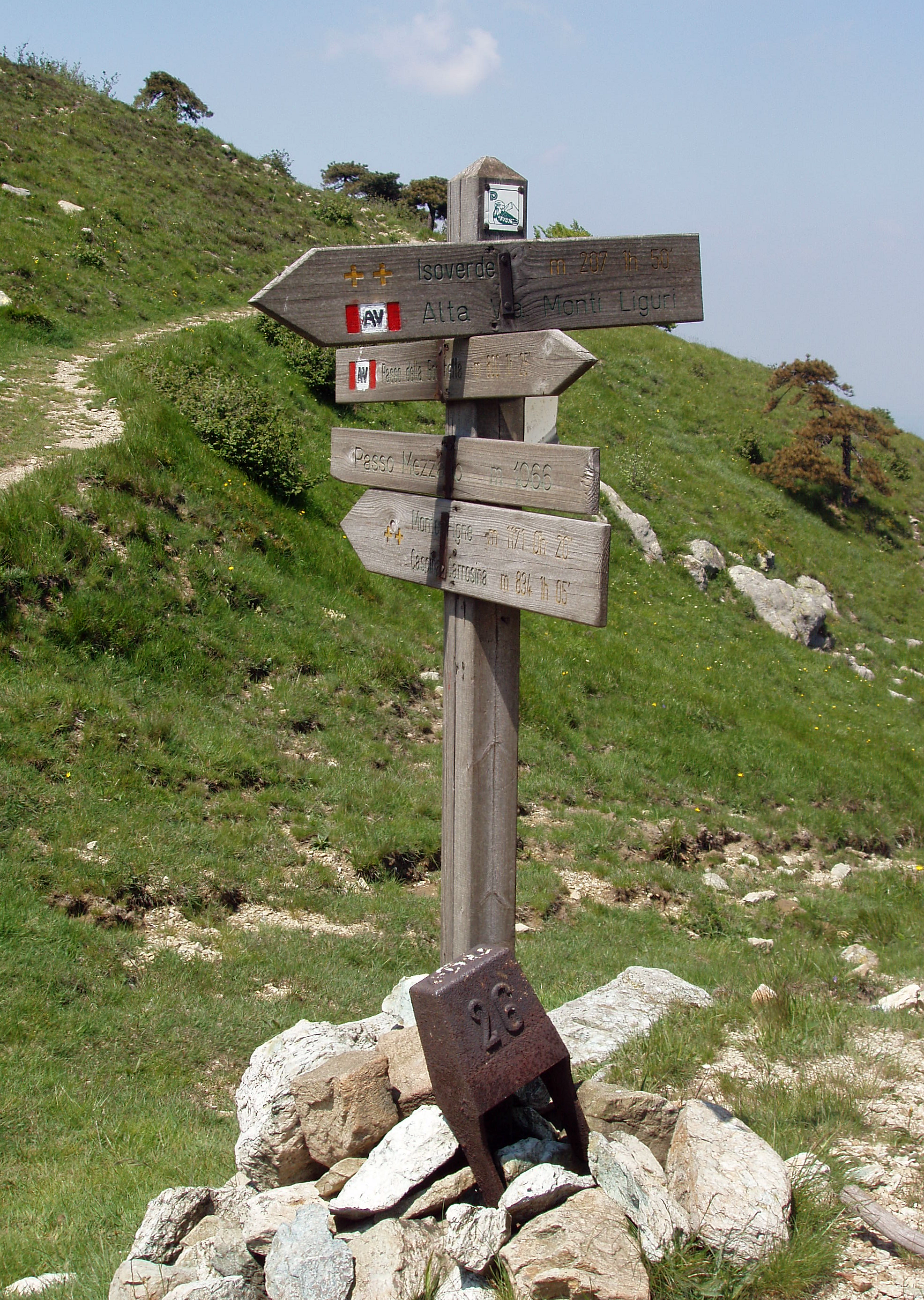
Palina con segnalazioni escursionistiche sul colle

Il Passo Mezzano è compreso in vari itinerari escursionistici a piedi o in mountain bike, e in particolare è collocato sulla tappa Isoverde - Passo Mezzano - Monte Figne - Monte Leco - Pietralavezzara dell'Alta via dei Monti Liguri. Dal colle si può raggiungere senza troppo sforzo il vicino Monte delle Figne, dal quale il panorama sulle montagne circostanti e sulla costa ligure si amplia notevolmente.

## Tutela naturalistica
Il lato ligure del valico è tutelato dal SIC /ZSC Praglia - Pracaban - Monte Leco - Punta Martin mentre quello piemontese fa parte del Parco naturale delle Capanne di Marcarolo.

## Cartografia
- Cartografia ufficiale italiana in scala 1:25.000 e 1:100.000, Istituto Geografico Militare.
- Carta dei sentieri e stradale scala 1:50.000 n. 16 Genova, Varazze, Ovada, Torino, Istituto Geografico Centrale.